# دونگه کرایینتسه
دونگه کرایینتسه (به صربی: Donje Krajince) یک منطقهٔ مسکونی در صربستان است که در لسکواس واقع شده‌است. دونگه کرایینتسه ۴٫۴۷ کیلومتر مربع مساحت و ۷۳۳ نفر جمعیت دارد و ۲۲۶ متر بالاتر از سطح دریا واقع شده‌است.